# Fidel Valdez Ramos
Fidel Valdez Ramos (Lingayén, Filipines, 18 de març de 1928 - Makati, Filipines, 31 de juliol de 2022) va ser un militar i polític filipí, president de les Filipines entre 1992 i 1998, a més d'haver exercit com a ministre de Defensa, cap de l'Estat Major de les Forces Armades de les Filipines i director de la Policia Nacional Filipina. Va ser part del govern de Ferdinand Marcos entre 1980 a 1986, però després de les eleccions de 1986, en les quals el dictador filipí va tractar d'imposar-se mitjançant un «frau electoral», Ramos va renunciar amb Juan Ponce Enrile i es va tornar partícip del cop d'estat que va liderar la «Revolució d'EDSA», deposant així al règim dels Marcos.
Posteriorment, es va convertir en un aliat notori de la successora de Ferdinand Marcos en la presidència, Corazón Aquino, servint com a cap de l'Estat Major de les Forces Armades de les Filipines i ministre de Defensa, sent elegit com el seu successor el 1992, per convertir-se en president de les Filipines.
El seu govern es va caracteritzar per un notori creixement econòmic i tecnològic, així com un progressiu procés de reorganització política, legal i institucional a les Filipines, acompanyat de diversos projectes i programes en els àmbits de la construcció, educatius i socials. No obstant això, no va estar exempt de polèmica, amb decisions com el seu suport a la pena de mort o la seva temptativa de negociar amb el grup paramilitar Nou Exèrcit del Poble. Igualment notoris van ser l'escàndol de l'Expo Clark Centennial i l'escàndol de PEA-Amari. D'altra banda, la Reforma Agrària, així com moltes temptatives d'incentiu econòmic van servir per acréixer la posició econòmica filipina.
Igualment, va haver d'esquivar la crisi financera asiàtica de 1997, així com dur a terme la celebració pel centenari de la independència de les Filipines.

## Biografia
Oficial de carrera de l'exèrcit filipí, va lluitar com a segon tinent en la Guerra de Corea el 1952 i va ser cap de l'estat major filipí a Vietnam (1966-1968). Va ser nomenat el 1981 Cap d'Estat Major adjunt de les Forces Armades i més tard Cap d'Estat Major el 1986. Quan Corazón Aquino va desafiar la "victòria" de Fernando Marcos en les corruptes eleccions presidencials de 1986, Fidel Ramos li va prestar una ajuda fonamental per a l'èxit de la revolució del poder del poble. Durant l'administració d'Aquino (1988-1992) va exercir com a ministre de defensa, recolzant-la successivament davant diverses temptatives del cop d'estat.
Va fundar el Partit del Poder del Poble i va formar la coalició guanyadora de les eleccions Unión Nacional Cristiano Demócrata. El 1992 va obtenir la presidència de les Filipines, succeint Corazón Aquino i convertint-se en el dotzè president del seu país.
L'agost de 1996 Nur Misuari i el president Fidel Ramos es van entrevistar com a pas previ a la signatura definitiva de la pau amb el Front d'Alliberament Nacional Moro que fou signada solemnement a Manila l'1 de setembre de 1996. L'1 de setembre de 1996 Misuari fou elegit governador de la ARMM (era l'únic candidat) i va prendre possessió el 20 de setembre. El 22 d'octubre va assolir també la direcció del SPDCD. Durant el 1996 prop de 5.000 membres del FMLN van ser integrats en les Forces Armades filipines.
Durant la seva presidència, el país va experimentar un gran desenvolupament econòmic. Ramos va intentar retallar i reestructurar l'exagerada burocràcia del país i va processar els grans evasors d'impostos. Es diu d'ell que va saber mantenir l'estabilitat del país malgrat enfrontar-se a la insurrecció comunista, al moviment islàmic separatista en Mindanao i a la crisi financera asiàtica de 1997. El 1998 el va succeir Joseph Estrada i després de la seva successió va passar a ser Membre del Club de Madrid.